# 다이나 차비아노

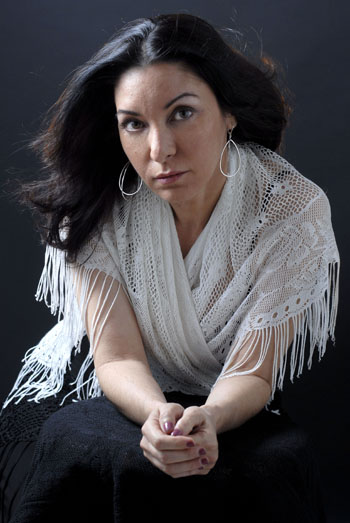

다이나 차비아노(Daína Chaviano, 1957년~ )는 쿠바 출신의 작가이다.
아바나 대학에서 영어영문학을 전공했고, 재학시절에 첫 번째 문학상을 수상했다. 쿠바에 거주할 당시 여러 권의 과학 소설 및 판타지 단편소설집을 발표했다. 그 결과, 쿠바 문학사상 이 두 장르에서 가장 많이 팔리고 인정받는 작가가 되었다. 또 장편의 판타지 소설과 과학 소설, 전통적 유형의 소설도 출판하여 성공을 거두었고, 이 작품들로 여러 차례 문학상을 수상했다.
이 작가는 신화, 에로티시즘, 고대역사, 사회학, 유사심리학, 정치, 마술 등의 테마를 두루 다루고 있으며, 시적이고 동시에 감각적인 이미지로 가득 찬 문체를 구사한다.
가장 대표적인 작품으로는 여러 편의 소설로 구성된 ‘신비로운 아바나’ 시리즈가 꼽히는데, 《끝없는 사랑의 섬》( 조영실 역, 문학동네, 2010)이 그 중 하나다.
《끝없는 사랑의 섬》은 2006년 플로리다 북어워드에서 스페인어 부문 최고소설상을 받았다. 이 공모전은 매년 미국에서 출간된 최고의 도서에 대해 상을 수여한다. 《끝없는 사랑의 섬》은 25개 언어로 출판되었으며, 쿠바문학사를 통틀어 가장 많이 번역된 소설이라는 지위를 누리고 있다.
다이나 차비아노는 1991년부터 미국에서 거주하고 있다.